# 亚历山大·麦克尔耶夫
亚历山大·谢尔盖耶维奇·麦克尔耶夫（俄语：Алекса́ндр Сергее́вич Мерку́рьев，1955年9月25日—）是一位俄裔美国数学家。现于加州大学洛杉矶分校担任教授的麦克尔耶夫在代数领域有诸多贡献。

## 研究
麦克尔耶夫的研究主要集中于代数群、二次型以及伽罗瓦上同调。

## 奖项
1982年麦克尔耶夫获得彼得斯堡数学协会的年轻数学家奖。1986年他被邀请在加利福尼亚州伯克利举行的全球数学家大会上发言，演讲标题为"Milnor K-theory and Galois cohomology"。1995年他获颁洪堡研究奖。1996年他在匈牙利布达佩斯举办的欧洲数学大会上作全体发言。
2012年麦克尔耶夫获得柯尔奖，以表彰他在群论维度上的研究贡献。

## 引用
1. ↑  .   [2016-10-30]. （原始内容存档于2016-03-03）.
2. ↑   (PDF).   [2016-10-30]. （原始内容存档 (PDF)于2016-03-03）.